# لو يانغ
لو يانغ (3 مارس 1991 في الصين - ) هو لاعب كرة قدم صيني في مركز الوسط.

## وصلات خارجية
- لو يانغ على موقع قاعدة بيانات كرة القدم.إي يو (الإنجليزية)
- لو يانغ على موقع Soccerway.com (الإنجليزية)